# Edipresse
Grupul Edipresse este o companie internațională de media și comunicare, cu sediul central în Elveția.
Grupul este activ în domeniul editării de ziare și de reviste, dar și în publishing online.
Edipresse publică peste 180 de publicații și site-uri în 20 de țări și teritorii și are peste 3.500 de angajați (decembrie 2007).
Compania își desfășoară activitatea în Elveția, Spania, Portugalia, Franța, Polonia, Ucraina, Rusia, România și în câteva țări asiatice, precum China (inclusiv Hong Kong și Macau), Singapore, Filipine, Malaezia și Thailanda.
În martie 2009, trusturile de presă elvețiene Edipresse și Tamedia au decis să fuzioneze.
Tamedia publică titluri în limba germană, iar Edipresse în franceză.
În România, Edipresse a înființat compania Edipresse AS Romania, printr-un parteneriat între grupul Edipresse și Axel Springer AG, cu 60%, respectiv 40% dintre acțiuni.
Compania Edipresse AS Romania editează, în prezent (decembrie 2007), publicațiile Avantaje, Elle, Elle Man, Elle Mariaj, Elle Decoration, Viva!, Viva Auto, Viva Style Book, Psychologies, Popcorn, Look!, Joy, Computer Bild, Familia mea-Baby, Lucru de mână, Creativ, Povestea mea și Întâmplări Adevărate.